# Malala lubinae
Malala lubinae är en spindelart som beskrevs av Davies 1993. Malala lubinae ingår i släktet Malala och familjen mörkerspindlar.
Artens utbredningsområde är Queensland. Inga underarter finns listade i Catalogue of Life.